# Ga đại học Inje
Ga đại học Inje (tiếng Hàn: 인제대역; Hanja: 仁濟大驛) là ga trên Tuyến BGLRT của Busan Metro ở Samjeong-dong, Gimhae, Hàn Quốc.

## Liên kết
- (tiếng Hàn) Thông tin ga từ Tổng công ty vận chuyển Busan